# Eugen Kolisko
Eugen Kolisko (* 21. März 1893 in Wien; † 29. November 1939 in London) war ein österreichischer Anthroposoph, Arzt und Waldorflehrer.

## Leben
Eugen Kolisko wuchs in einer Wiener Arztfamilie auf. Sein Vater war der später zum Hofrat ernannte Pathologe Alexander Kolisko, seine Mutter Amalie Kolisko, geborene Freiin von Eschenburg, eine Pianistin. Durch seinen Schulfreund Walter Johannes Stein lernte er früh die Anthroposophie kennen: er hörte 1914 erstmals Vorträge Rudolf Steiners und wurde Mitglied der Anthroposophischen Gesellschaft. 1917 schloss er das Medizinstudium ab und wurde Dozent für medizinische Chemie an der Universität Wien.
1920 wurde er von Emil Molt als Lehrer und Schularzt an die neu gegründete Stuttgarter Waldorfschule engagiert. Daneben war er, meist zusammen mit seiner Frau Lili Kolisko, als Mitarbeiter verschiedener anthroposophischer Fachkurse tätig, dazu ab 1924 mit Ita Wegman an der Medizinischen Sektion am Goetheanum. Seine Ehefrau Lili gilt als die Begründerin der Steigbildmethode, ein Verfahren der bildschaffenden Methoden in der anthroposophisch orientierten Forschung. Eugen Kolisko beteiligte sich besonders am Aufbau der verschiedenen künstlerischen Therapien wie Heileurythmie, anthroposophische Musiktherapie und Heilsingen (nach Werbeck-Svärdström).
Die Auseinandersetzungen nach dem Tode Steiners führten 1934 zu Koliskos Entlassung aus der Stuttgarter Waldorfschule und 1935 zur Trennung von der Anthroposophischen Gesellschaft. 1936 emigrierte er nach England, wo er eine anthroposophische Universität gründen wollte.
Eugen Kolisko verstarb in seinem 47. Lebensjahr während einer Zugfahrt nach London.
Die Eugen-Kolisko-Akademie, eine anthroposophische Ärzteausbildung in Filderstadt, trägt seinen Namen.

## Werke
- Das Wesen und die Behandlung der Maul- und Klauenseuche, Arlesheim o. J.
  - Neuausgabe mit einer Einleitung von Peter Selg: Verlag am Goetheanum, Dornach 2001, ISBN 3-7235-1116-3
- Österreich und die Dreigliederung des sozialen Organismus, in: Soziale Zukunft. Der Weg zum Staat, Stuttgart 1921
- Hypothesenfreie Chemie im Sinne der Geisteswissenschaft, in: Anthroposophische Hochschulkurse, Bände I/II, Stuttgart 1922
- Neue Wege in der Pathologie und Therapie durch Anthroposophie. Vortrag gehalten am 26. Mai 1922 in der Gesellschaft der Ärzte in Wien. Selbstverlag, Wien 1922
- Gedanken zur anthroposophischen Tierkunde, in: Gäa Sophia, Band I, Dornach 1926
- The Human Organism in the Light of Anthroposophy, London 1927
- Medical Work in Education, London 1929
- Die zwölf Gruppen des Tierkreises, in: Gäa Sophia, Band V, Stuttgart 1930
- Vom ersten Unterricht in der Chemie, Stuttgart 1932
- Von Goethes Naturanschauung zur Anthroposophie. Privatdruck, Stuttgart 1932
- Three Fundamental Problems of the Anthroposophical Knowledge of Man
  - Neuausgabe als: Threefold Human Organism. UK Kolisko Archive, Bournemouth 1977
- Reincarnation and other Essays, London 1940
- Man’s Connection with the Whole Universe, Wynstones 1943
- Zoology for Everybody, 2 Bände, Brookthorpe 1944
- Geology, Bournemouth 1945
- Agriculture of Tomorrow (mit Lili Kolisko), Gloucester 1945
  - deutsch: Die Landwirtschaft der Zukunft, Schaffhausen 1953
- Lead and the Human Organism, Bournemouth 1980
- Auf der Suche nach neuen Wahrheiten. Goetheanistische Studien, mit Erinnerungen aus dem Freundeskreis, hg. v. Gisbert Husemann. Verlag am Goetheanum (Pioniere der Anthroposophie 7), Dornach 1989
- Die Mission des englischsprachigen Westens. Biographische Porträts und andere späte Betrachtungen, hg. v. Andreas Bracher. Perseus Verlag, Basel 2002, ISBN 3-907564-55-3
- Vom therapeutischen Charakter der Waldorfschule. Aufsätze und Vorträge, hg. v. Peter Selg. Verlag am Goetheanum, Dornach 2002, ISBN 3-7235-1153-8